# Норт-Роуз (Нью-Йорк)
Норт-Роуз (англ. North Rose) — переписна місцевість (CDP) в США, в окрузі Вейн штату Нью-Йорк. Населення — 571 особа (2020).

## Географія
Норт-Роуз розташований за координатами 43°11′14″ пн. ш. 76°53′11″ зх. д. / 43.18722° пн. ш. 76.88639° зх. д. (43.187220, -76.886401).  За даними Бюро перепису населення США в 2010 році переписна місцевість мала площу 4,38 км², уся площа — суходіл.

## Демографія
Згідно з переписом 2010 року, у переписній місцевості мешкало 636 осіб у 259 домогосподарствах у складі 167 родин. Густота населення становила 145 осіб/км².  Було 272 помешкання (62/км²).
Расовий склад населення:
| - 93,2 % — білих - 0,8 % — чорних або афроамериканців - 0,5 % — корінних американців - 0,2 % — азіатів - 1,9 % — осіб інших рас |

До двох чи більше рас належало 3,5 %. Частка іспаномовних становила 4,2 % від усіх жителів.
За віковим діапазоном населення розподілялося таким чином: 21,7 % — особи молодші 18 років, 62,6 % — особи у віці 18—64 років, 15,7 % — особи у віці 65 років та старші. Медіана віку мешканця становила 42,3 року. На 100 осіб жіночої статі у переписній місцевості припадало 88,7 чоловіків;  на 100 жінок у віці від 18 років та старших — 90,8 чоловіків також старших 18 років.
Середній дохід на одне домашнє господарство  становив 50 698 доларів США (медіана — 42 250), а середній дохід на одну сім'ю — 54 055 доларів (медіана — 44 500). Медіана доходів становила 47 273 долари для чоловіків та 25 655 доларів для жінок. За межею бідності перебувало 2,0 % осіб, у тому числі 0,0 % дітей у віці до 18 років та 0,0 % осіб у віці 65 років та старших.
Цивільне працевлаштоване населення становило 237 осіб. Основні галузі зайнятості: освіта, охорона здоров'я та соціальна допомога — 31,6 %, сільське господарство, лісництво, риболовля — 22,8 %, виробництво — 19,8 %.